# Żurek

Il Żurek è un piatto tipico della cucina polacca, è una zuppa conosciuta da decenni ed è composta da farina di segale, dei legumi, patate cui si aggiunge alla fine carne di maiale o salsiccia o uova tagliate a metà, ma anche funghi. Sono presenti anche altre varianti.

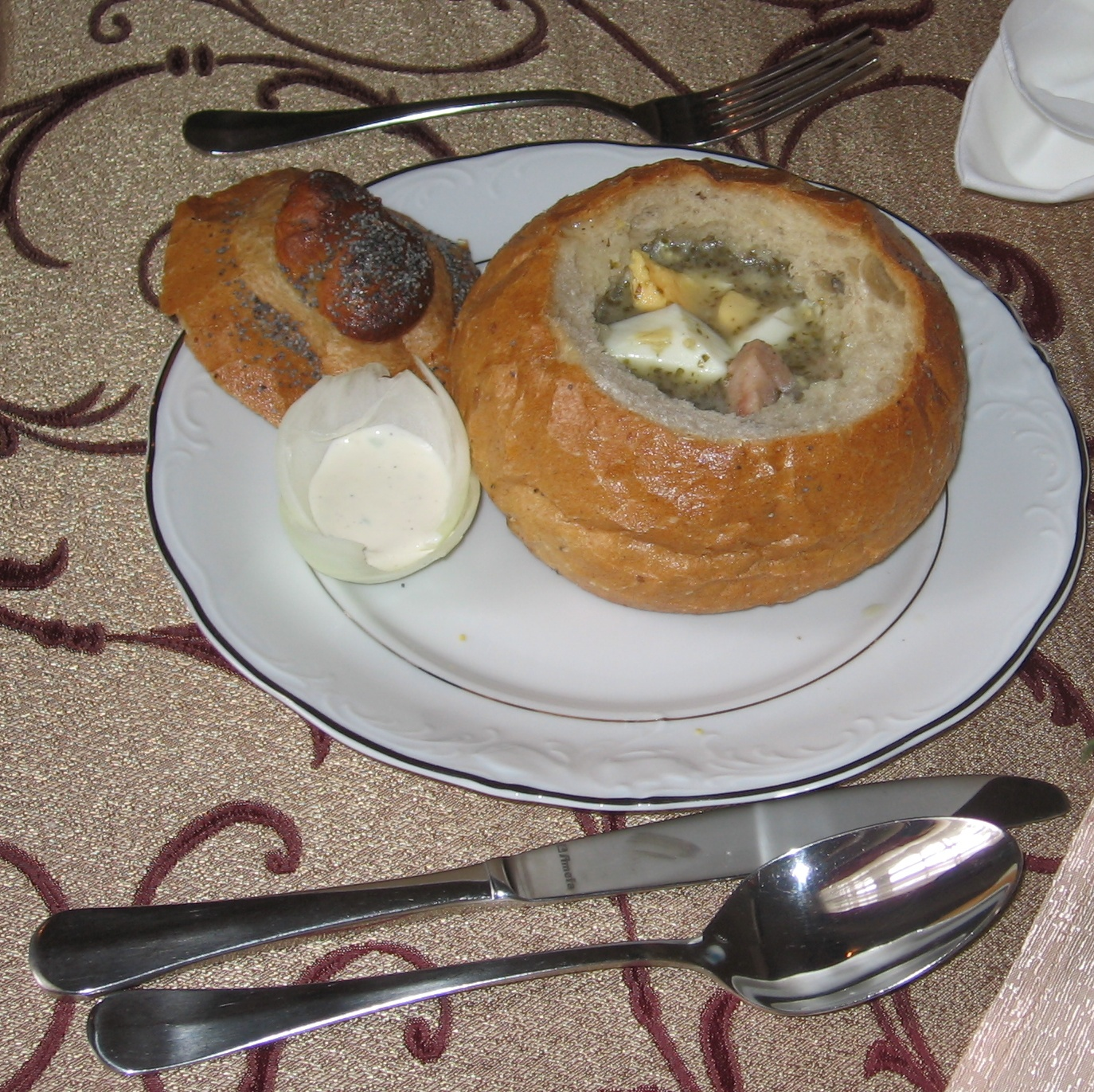
Żurek servito all'interno di una forma di pane scavata

## Ricetta
La ricetta in sé non è difficile, ma la sua preparazione richiede tempo. Innanzitutto occorre preparare lo zakwas, la farina di segale fermentata. 

Ingredienti per lo zakwas

6 cucchiai di farina di segale 

1 bicchiere d'acqua 

2 spicchi d'aglio (schiacciati) 

pepe nero 

Gli ingredienti vanno ben mescolati tra loro o messi in un barattolo non chiuso ermeticamente. Successivamente va lasciato fermentare in frigo per 3 giorni. Trascorsi i 3 giorni, va eliminata la schiuma che si forma in superficie e il composto può essere conservato in frigo fino ad una settimana. 

Ingredienti per 4 persone 

8 salsicce fresche 

1 cucchiaio di maggiorana 

2 carote 

6 patate 

2 uova 

sale 

Prezzemolo fresco

zakwas 
1 pagnotta di grano duro o di segale da scavare a forma di zuppiera 

Far bollire in una pentola abbondante acqua, unire le salsicce tagliate a pezzi, la maggiorana, le carote e un pizzico di sale. Lasciar cuocere per 20 minuti. Nel frattempo pelare le patate, tagliarle a tocchetti e unirle agli altri ingredienti della zuppa. Trascorsi i 20 minuti, togliere dall’acqua le carote. Aggiungere lo zakwas e far cuocere per altri 10 minuti mescolando la zuppa. A parte, far cuocere per 7 minuti le uova. Una volta pronte, farle raffreddare sotto acqua corrente fredda e togliere il guscio. Aggiungere le uova tagliate a cubetti nella zuppa e terminare la preparazione cospargendo con una manciata di prezzemolo fresco.